# BOMARC

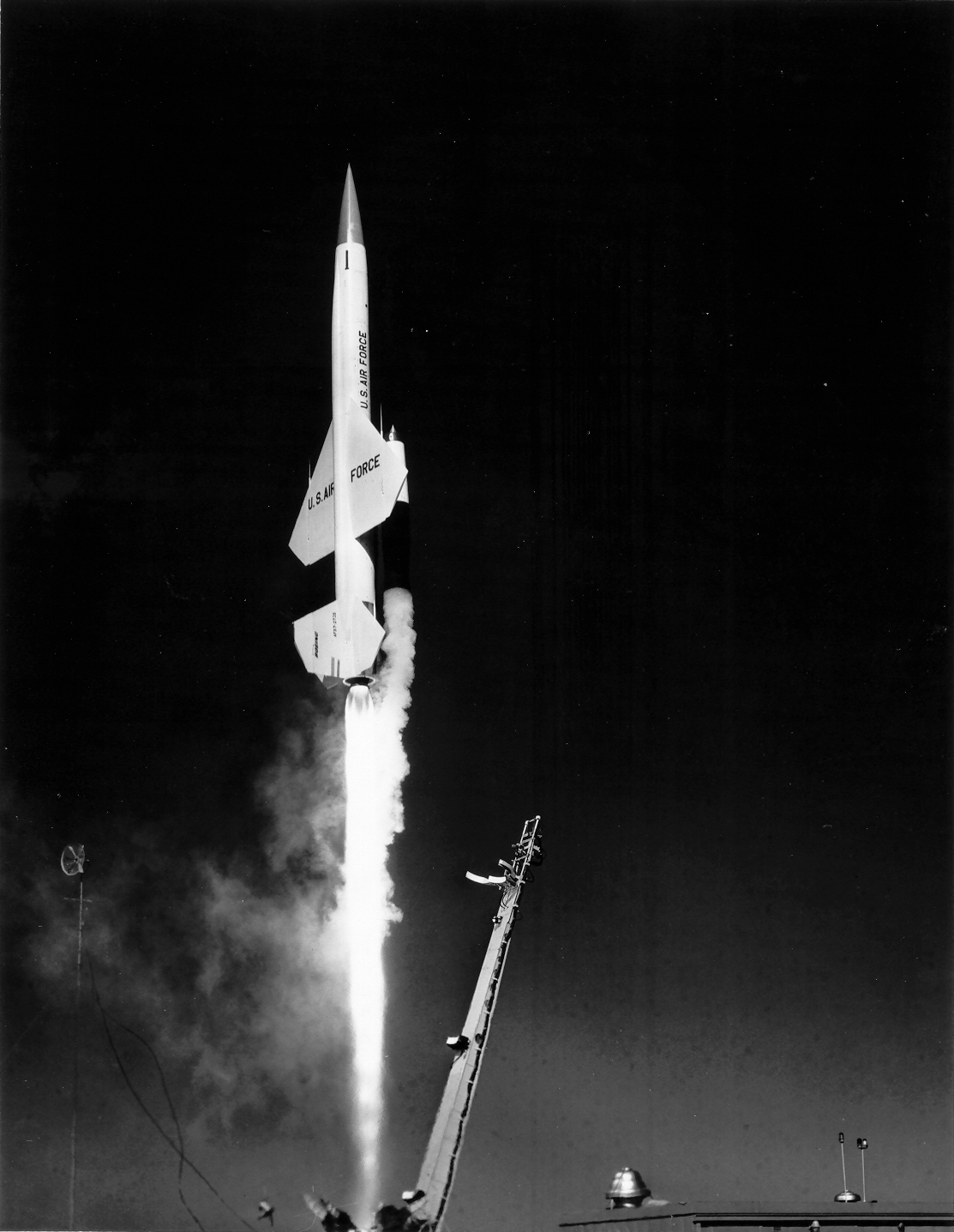
Start rakiety Bomarc

Bomarc (ang. Bomarc Missile Program) – wspólne przedsięwzięcie amerykańsko-kanadyjskie w latach 1957–1971 mające zapobiegać zagrożeniu bombardowaniami ze strony ZSRR. Sednem programu było rozmieszczenie taktycznych stacji wyposażonych w rakiety typu Bomarc wzdłuż wschodnich i zachodnich wybrzeży Ameryki Północnej oraz w wewnątrz obszaru tego kontynentu. Systemy naprowadzające Bomarc i SAGE zlikwidowano w późnych latach sześćdziesiątych, jako że okazały się niewydajne i kosztowne oraz całkowicie nieprzydatne w zwalczaniu rakiet balistycznych.
Naddźwiękowe rakiety typu Bomarc były pierwszymi rakietami dalekiego zasięgu o przeznaczeniu przeciwlotniczym. Były w stanie przenosić ładunki konwencjonalne o masie 130 kg jak i głowice atomowe W-40 o mocy 7-10kT. Ich rolą w systemie obronnym było zapobieganie wniknięciu na chroniony obszar. Rakiety Bomarc rozmieszczone na wybrzeżach Ameryki Północnej miały w teorii zniszczyć wrogie bombowce zanim zdążą one zbombardować zadane im cele. Bomarc był jedynym na świecie zestawem ze skrzydlatym pociskiem przeciwlotniczym jaki wszedł na uzbrojenie. Sam pocisk pierwotnie był projektowany jako bezzałogowy samolot myśliwski. Miał to być samolot jednorazowego użytku, który po wystrzeleniu, kierowany radiowymi komendami z ziemi, miał przechwycić cel. Faktycznie był to więc kierowany radiem skrzydlaty pocisk przeciwlotniczy, choć nazywano go "samolotem bezpilotowym". W 1949 roku producent pocisku firma Boeing uzyskała oficjalny kontrakt na budowę pocisku. Po uzyskaniu kontraktu Boeing nawiązał współpracę z centrum badawczym Michigan Aerospace Research Center w celu budowy pocisku. Powstała wówczas nazwa BOMARC od Boeing i Michigan Aerospace Research Center. Oficjalnie pocisk otrzymał oznaczenie nadane mu przez USAF jako XF-99 (X oznaczał prototyp, F oznaczał myśliwiec). Przed rozpoczęciem prób prototypu zmieniono oznaczenie pocisku na XIM-99, co oznaczało oficjalne uznanie go za pocisk a nie samolot (X – prototyp, I – intercept/przechwytujący, M – missile/pocisk rakietowy). Próby pocisku rozpoczęto w lutym 1955 roku. 16 maja 1957 roku Boeing otrzymał kontrakt na budowę seryjnych pocisków IM-99A Bomarc A. Napęd pocisku stanowił rakietowy silnik startowy Aerojet LR59-AG-13 o ciągu 140 kN. Pozwalał on na pionowy start rakiety i osiągnięcie prędkości umożliwiającej włączenie silników marszowych. Silnik startowy pracował na ciekłym paliwie – nafcie i kwasie azotowym co powodowało szybką korozję zbiorników jak również samo paliwo było bardzo niestabilne i w trakcie tankowania rakiety mogło dojść i dochodziło do samozapłonu paliwa. 30 września 1957 roku siłom powietrznym dostarczono pierwszy seryjny IM-99 Bomarc A. W 1958 roku zmówiono w firmie Boeing kolejną wersję rakiety oznaczonej jako IM-99 Bomarc B. W wersji tej wprowadzono nowy silnik startowy na stały materiał pędny M-51, dawał on większy ciąg 220 kN. Zmodernizowano również silniki marszowe Marquardt RJ43-MA-7 o zwiększonym ciągu do 53 kN. 27 czerwca 1963 roku pociski Bomarc A i Bomarc C otrzymały nowe oznaczenia CIM-10A i CIM-10B, litera C w nazwie oznaczała słowo coffin – trumna, jako że tak nazywano schrony stanowisk startowych rakiet. 1 października 1972 roku rozwiązano ostatni dywizjon rakiet Bomarc a zadanie przechwytywania nieprzyjacielskich bombowców przejęły na siebie samoloty myśliwskie. Łącznie wyprodukowano 269 rakiet Bomarc A i 301 Bomarc B.
W projektowaniu tego systemu rakietowego brał udział pisarz amerykański
Thomas Pynchon.